# Massimiliano Rosolino
Massimiliano Rosolino   (Nàpols, 11 de juliol de 1978) és un nedador italià especialitzat en les proves d'estil lliure de 200, 400 i 1500 m, així com en les d'estils de 200 i 400 metres.

## Biografia
Nascut a Borgo Santa Lucia, Nàpols, de pare italià, Salvatore, i mare australiana, Carolyn, es mudà a Austràlia als tres anys, on romangué fins a l'edat de sis. En el 2002 tornà a Austràlia per a entrenar al costat d'Ian Thorpe en el club Melbourne Vicentre.
La seva primera participació fou en els Jocs Olímpics d'Atlanta 1996, on participà en les finals de 200, 400 i 4x200 metres lliures, finalitzant sisè a totes elles. Rosolino declarà que no estava satisfet d'aquests resultats i que hauria de treballar durament per assolir el més alt nivell.
En els Jocs Olímpics de Sydney 2000 guanyà tres medalles: en els 200 metres estils (establint un nou Rècord Olímpic), mentre que en els 400 metres lliures acabà per darrere d'Ian Thorpe. En els 200 metres lliures acabà tercer, superat de nou per Thorpe i el campió holandès Pieter van den Hoogenband.
En els Jocs Olímpics d'Atenes 2004 es mostrà insatisfet amb els resultats aconseguits, car només s'adjudicà un bronze a la final del relleu de 4x200 metres lliures. En els Jocs Olímpics de Pequín de 2008 destaca una quarta posició en al prova del 4x200 metres lliures.
En el seu palmarès també destaquen 14 campionats europeus, dos campionats mundials i 41 campionats italians, entre piscina curta i llarga.
Ha estat nomenat Cavaller de l'Orde al Mèrit de la República Italiana, el 25 de juliol del 2000, així com Comendador de l'Orde al Mèrit de la República Italiana, el 3 d'octubre del 2000.